# Ebenezer Teichelmann

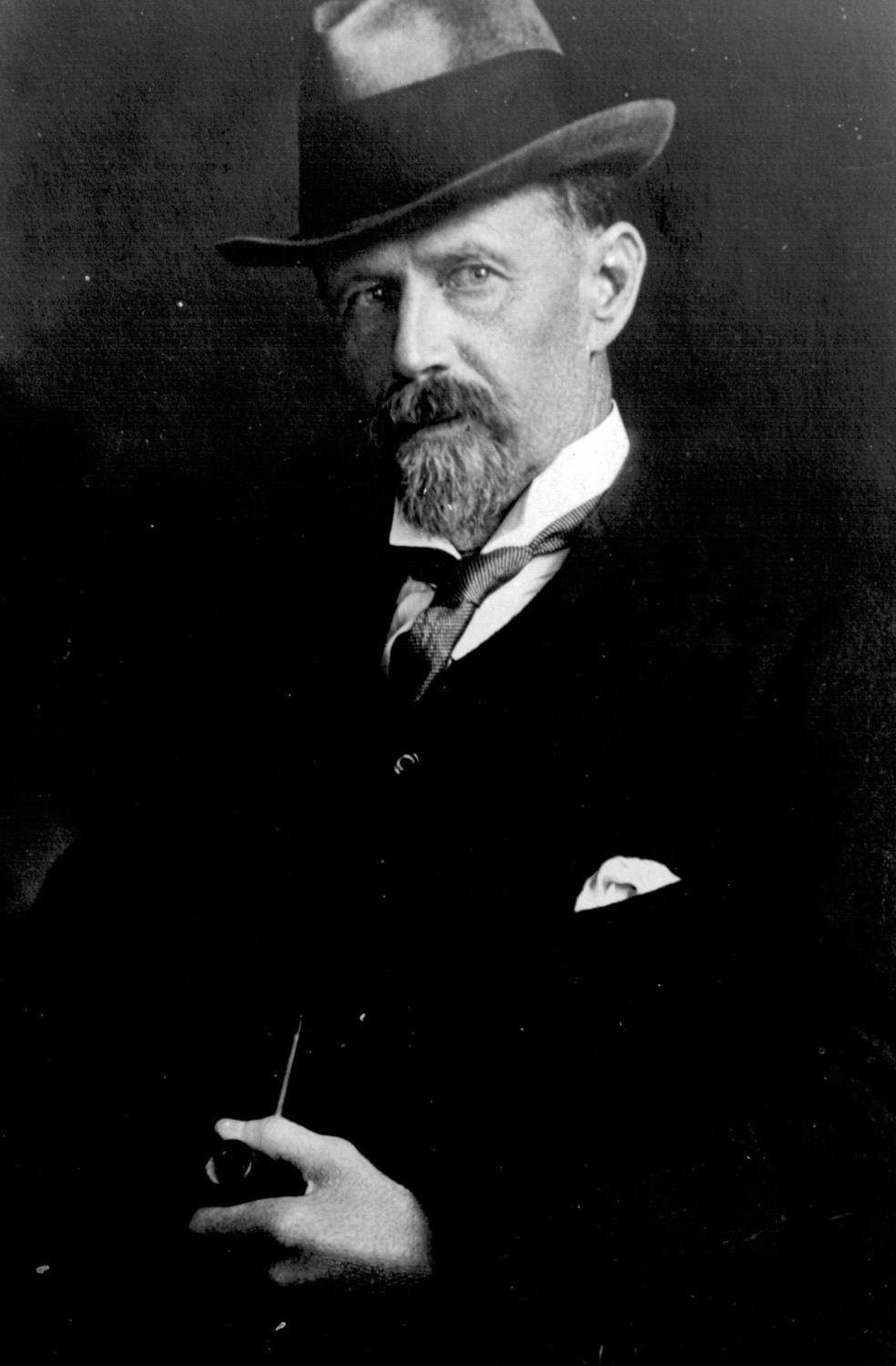

Ebenezer Teichelmann (geboren am 23. März 1859 in Salem, South Australia; gestorben am 20. Dezember 1938 in Hokitika, Neuseeland) war ein hauptsächlich in Neuseeland tätiger Arzt, Bergsteiger und Fotograf.

## Leben

### Kindheit & Familie
Ebenezer Teichelmann wurde 1859 in Salem in Australien geboren. Er ist das Kind des Missionars Christian Gottlieb Teichelmann und dessen Frau Margaret Teichelmann, geborene Nicholson, die gemeinsam 15 Kinder hatten, von denen zwölf erwachsen wurden. Diese wurden im eigenen Haus unterrichtet und aufgrund der finanziellen Lage erhielt lediglich Ebenezer eine weiterführende Ausbildung.
Teichelmann zog später nach Birmingham in England, wo er 1891 die etwa vier Jahre jüngere Mary Bettney heiratete. Das junge Paar siedelte anschließend erst nach Australien und 1897 nach Hokitika in Neuseeland über. Am 20. Mai 1909 verstarb Mary im Alter von nur 46 Jahren. Das Paar hatte keine Kinder. 1938 starb Teichelmann, beerdigt wurde er am Hokitika Cemetery.

### Ausbildung & Karriere
Teichelmann besuchte zunächst das Hahndorf College und anschließend die University of Adelaide. Danach zog er nach Birmingham und besuchte das dortige Queen’s College. Er arbeitete am St Bartholomew’s Hospital in London, dem Birmingham General Hospital und dem Jaffray Hospital in Birmingham. Anschließend wirkte er zwei Jahre in Port Adelaide als Health officer, bevor er 1897 als Leiter der Chirurgie an das Westland County Hospital in Hokitika wechselte. Dies leitete er, unterbrochen von drei Jahren Kriegsdienst im New Zealand Medical Corps 1914 bis 1917. Dabei überlebte er 1915 die Versenkung der Marquette.

### Bergsteigen & Fotografie

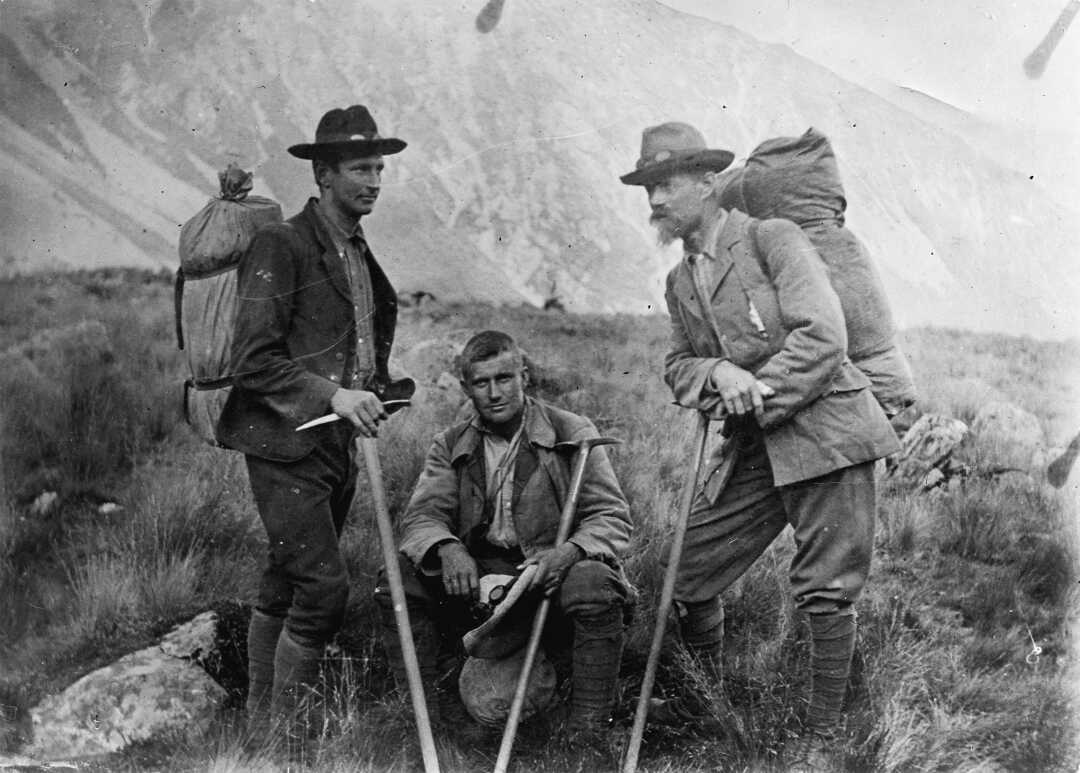
Alec Graham (links), H. E. Newton (mittig) und Ebenezer Teichelmann (rechts) in 1905

Um 1900 im verhältnismäßig hohen Alter von über 40 Jahren fing Teichelmann an, sich zunehmend für das Bergsteigen zu interessieren. Auf vielen seiner Touren kletterte er mit anderen berühmten Bergsteigern, wie den Gebrüdern Graham (Alexander „Alec“ und Peter), Henry Edward Newton sowie R. S. Low. 1905 war er Teil der Expedition, die als erste nach der Erstbesteigung 1894 sowie der Solobesteigung 1895 durch Matthias Zurbriggen den mit 3724 m höchsten Berg Neuseelands, den Aoraki/Mount Cook, erfolgreich bestieg. Bereits ein Jahr darauf gelang ihm mit Alec, Newton und Low die Erstbesteigung des 3078 m hohen Mount La Perouse.
1907 überquerte er mit Alec und Newton die Neuseeländischen Alpen am Pioneer Pass. Die Ausrüstung wurde damals noch per Schiff gebracht. Der Aufstieg erfolgte von Nordwesten über den Fox-Gletscher, der Abstieg nach Südosten über das Grand Plateau. In diesem Zuge gelang die Erstbesteigung mehrerer Dreitausender: Glacier Peak (3002 m), Douglas Peak (3077 m) und Torres Peak (3160 m). Vor allem der Zweitgenannte galt damals als äußerst anspruchsvoll.
Insbesondere auf den Klettertouren führte Teichelmann oft Kameraequipment mit sich, welches durchaus ein Gewicht von über 20 kg aufwies. W. A. Kennedy meinte seinerzeit:

“The outstanding beauty and excellence of these photographs attracted my attention so tremendously that I longed to know the man who was responsible for them.”

„Die herausragende Schönheit und Professionalität der Bilder erregte meine Aufmerksamkeit dermaßen, dass ich unbedingt den Verantwortlichen kennenlernen musste.“

1903 wurde Teichelmann zum Mitglied des Alpine Club in London gewählt und in den Jahren 1936 und 1937 leitete er als Präsident den New Zealand Alpine Club. Ihm zu Ehren wurde der 3144 m hohe Mount Teichelmann benannt.